# Scissors Cut
| Оценки критиков | Оценки критиков |
| Источник        | Оценка          |
| --------------- | --------------- |
| Allmusic        | [ 1 ]           |
| Rolling Stone   | [ 2 ]           |

Scissors Cut — пятый студийный альбом Арта Гарфанкела, вышедший в августе 1981 года на Columbia Records.

## Описание
На Scissors Cut Гарфанкел вернулся к продюсеру Рою Хэли, с которым работал над своим дебютным альбомом и во времена дуэта с Полом Саймоном. Саймон тоже принял участие в работе над альбомом, как бэк-вокалист. Альбом вышел 25 августа 1981 года, а в сентябре того же года Саймон и Гарфанкел вместе выступили в Центральном парке Нью-Йорка на бесплатном концерте перед 500 000 человек — The Concert in Central Park.
По мнению обозревателя Allmusic Уильяма Рульманна, Scissors Cut по звучанию сравним с хорошими альбомами Гарфанкела, но «материал по-прежнему является проблемой». По мнению Стивена Хольдена, написавшего рецензию для Rolling Stone, Scissors Cut — «великолепнейший сольный альбом», он «пышный, но лёгкий» и воплощает идею Гарфанкела «аранжировать и записывать поп-номера с щепетильностью, которая обычно приберегается для высокохудожественных песен».

## Список композиций
Первая сторона
1. «A Heart in New York» (Бенни Галлахер, Грэм Лайл) — 3:13
2. «Scissors Cut» (Джимми Уэбб) — 3:49
3. «Up in the World» (Клиффорд Т. Уорд) — 2:16
4. «Hang On In» (Норман Саллитт) — 3:46
5. «So Easy to Begin» (Джулс Шир) — 2:56

Вторая сторона
1. «Bright Eyes» (Майк Бэтт) — 3:55 
 (Replaced with «The Romance» on U.K./Japan release)
2. «Can’t Turn My Heart Away» (Джон Джарвис, Эрик Каз) — 4:22
3. «The French Waltz» (Адам Митчелл) — 2:12
4. «In Cars» (Джимми Уэбб) — 3:47
5. «That’s All I’ve Got to Say (Theme from The Last Unicorn)» (Джимми Уэбб) — 1:54

## Участники записи
- Арт Гарфанкел — вокал
- Лиза Гарбер, Леа Канкел — бэк-вокал
- Томми Виг — виброфон, бэк-вокал
- Джон Джарвис — пианино
- Лев Солофф — флюгельгорн, труба
- Дэвид Кэмпбелл — струнные
- Джо Осборн, Тони Левин, Скотт Чамберс — бас-гитара
- Пит Карр, Дин Паркс, Майкл Стейтон, Грэм Лайл, Крис Спединг — гитара
- Пол Саймон, Эндрю Голд — гитара, бэк-вокал
- Тео Масеро — дирижёр
- Роланд Харкер — лютня
- Рик Шлоссер, Рик Маротта — ударные
- Майкл Брекер — тенор-саксофон
- Джеффри Стейтон — гитара, бэк-вокал
- Рэй Купер, Эррол Беннет — перкуссия
- Роб Маунси, Майкл Боддикер — синтезатор
- Дел Ньюман — струнные
- Джимми Уэбб, Ларри Кнечтел — клавишные
- Юджин Орлофф — концертмейстер

Продакшн
- Рой Хэли — продюсер, звукоинженер
- Арт Гарфанкел, Майк Бэтт — продюсер
- Терри Розиелло — микс
- Грег Калби— мастеринг
- Джон Берг — дизайн
- Энтони Лоу — художественное оформление